# Kurawonga czarna
Kurawonga czarna (Strepera graculina) – gatunek średniej wielkości ptaka z podrodziny srokaczy (Cracticinae) w rodzinie ostrolotów (Artamidae), zamieszkujący wschodnią część Australii.

## Systematyka
Wyróżniono kilka podgatunków S. graculina:
- kurawonga wielkodzioba[4] (S. graculina magnirostris) – półwysep Jork (północno-wschodnia Australia)
- S. graculina robinsoni – północno-wschodni Queensland (północno-wschodnia Australia)
- kurawonga czarna[4] (S. graculina graculina) – wschodnia Australia
- S. graculina crissalis – wyspa Lord Howe (na wschód od Australii)
- S. graculina nebulosa – południowa Nowa Południowa Walia i wschodnia Wiktoria (południowo-wschodnia Australia)
- S. graculina ashbyi – południowo-zachodnia Wiktoria (południowo-wschodnia Australia)

## Morfologia
Kurawonga czarna osiąga długość ciała dochodzącą do 40 cm. Ptak ten jest ubarwiony na czarno, z białymi plamami na skrzydłach, nasadzie i końcu ogona. Długi i mocny dziób nieznacznie zagięty. Tęczówki żółte.

## Zachowanie

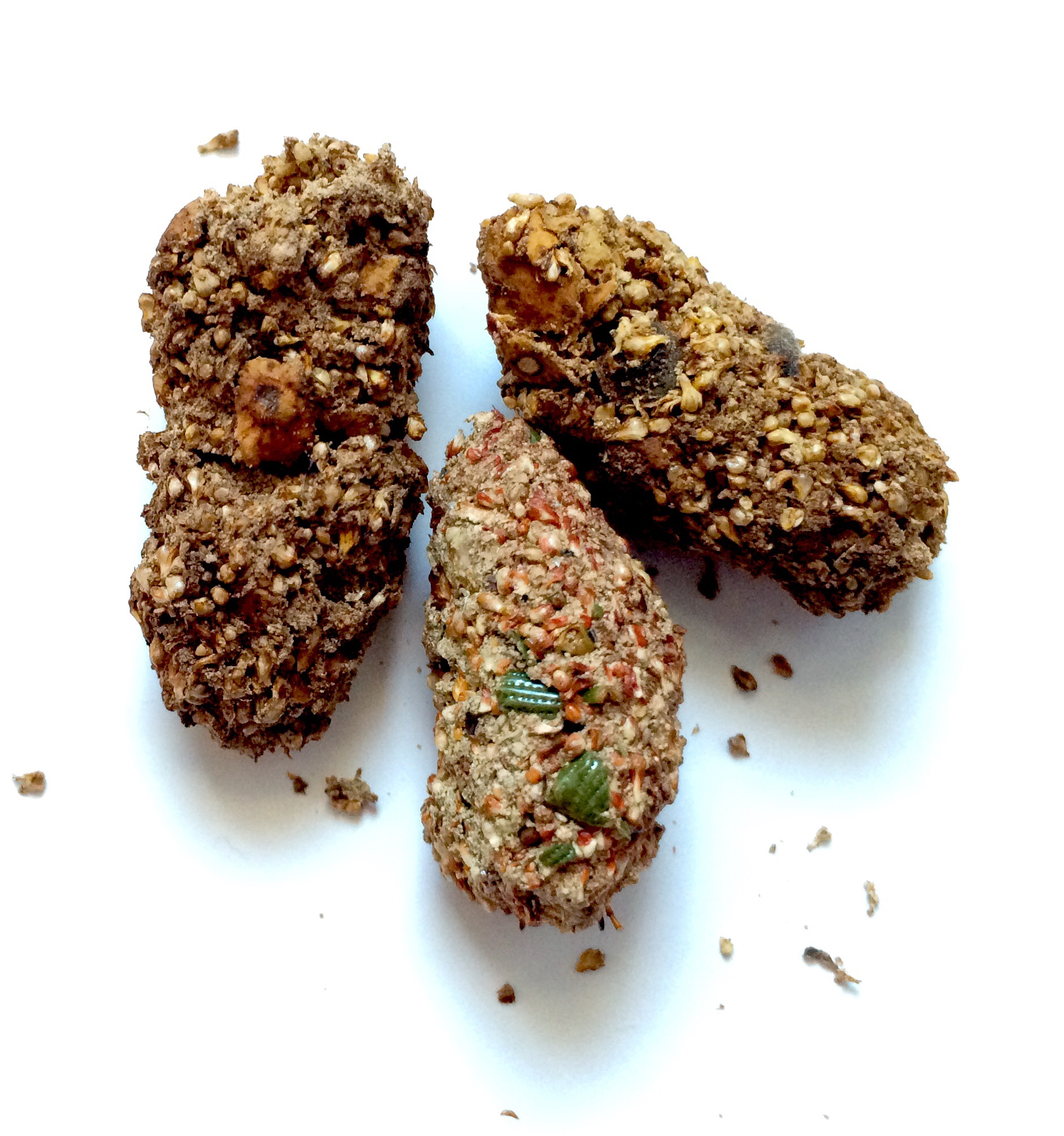
Wypluwki S. graculina

Żywi się owadami, jaszczurkami oraz gryzoniami. Zimą gromadzi się w stada, wnika do miast w poszukiwaniu jagodajnych krzewów. Często plądruje gniazda innych ptaków.

## Status
Międzynarodowa Unia Ochrony Przyrody (IUCN) uznaje kurawongę czarną za gatunek najmniejszej troski (LC – least concern) nieprzerwanie od 1988 roku. Liczebność populacji nie została oszacowana, ale ptak ten opisywany jest jako bardzo liczny. Trend liczebności populacji uznaje się za wzrostowy.